# Sommerpalais Michna

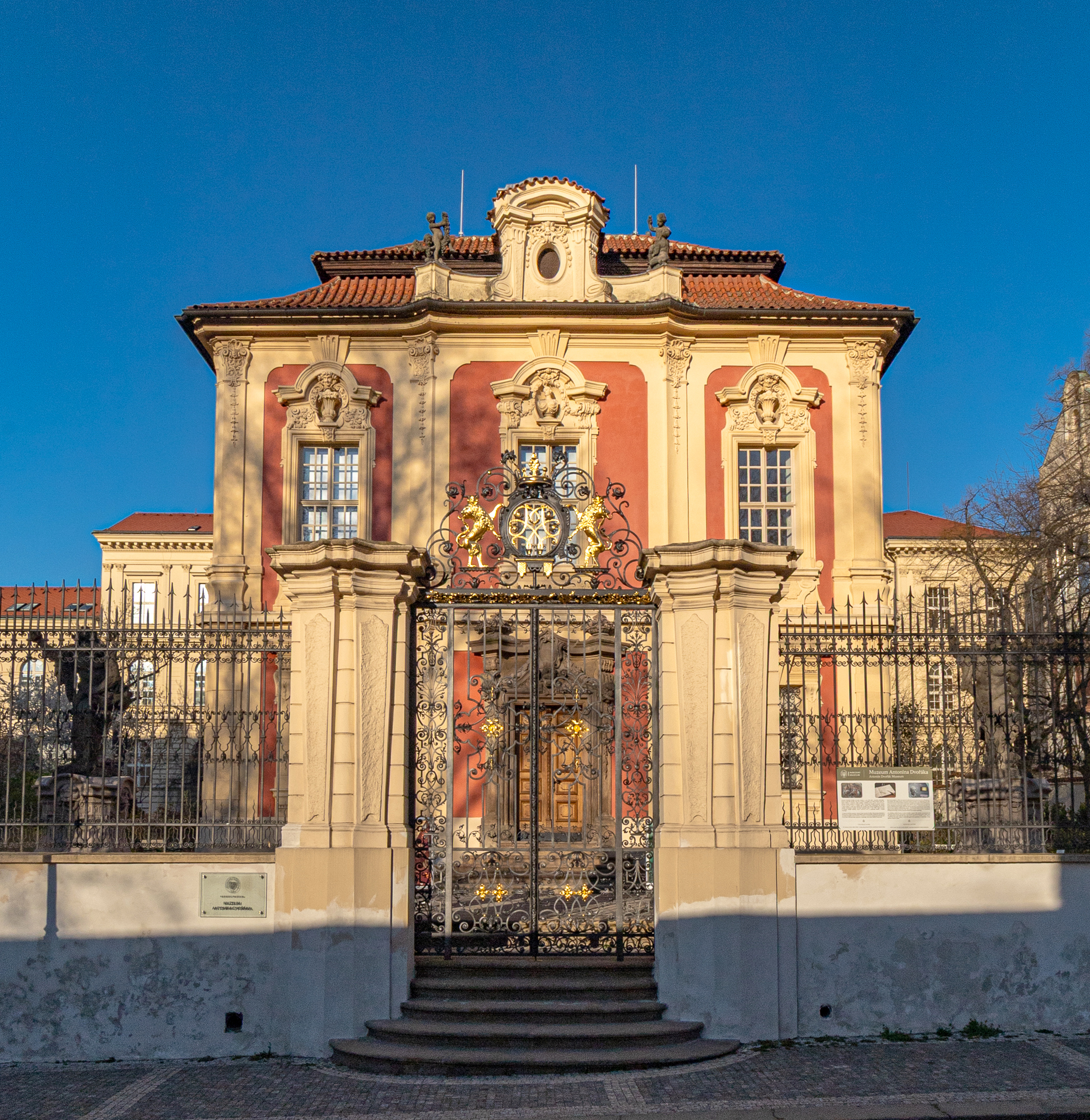
Sommerpalais Michna

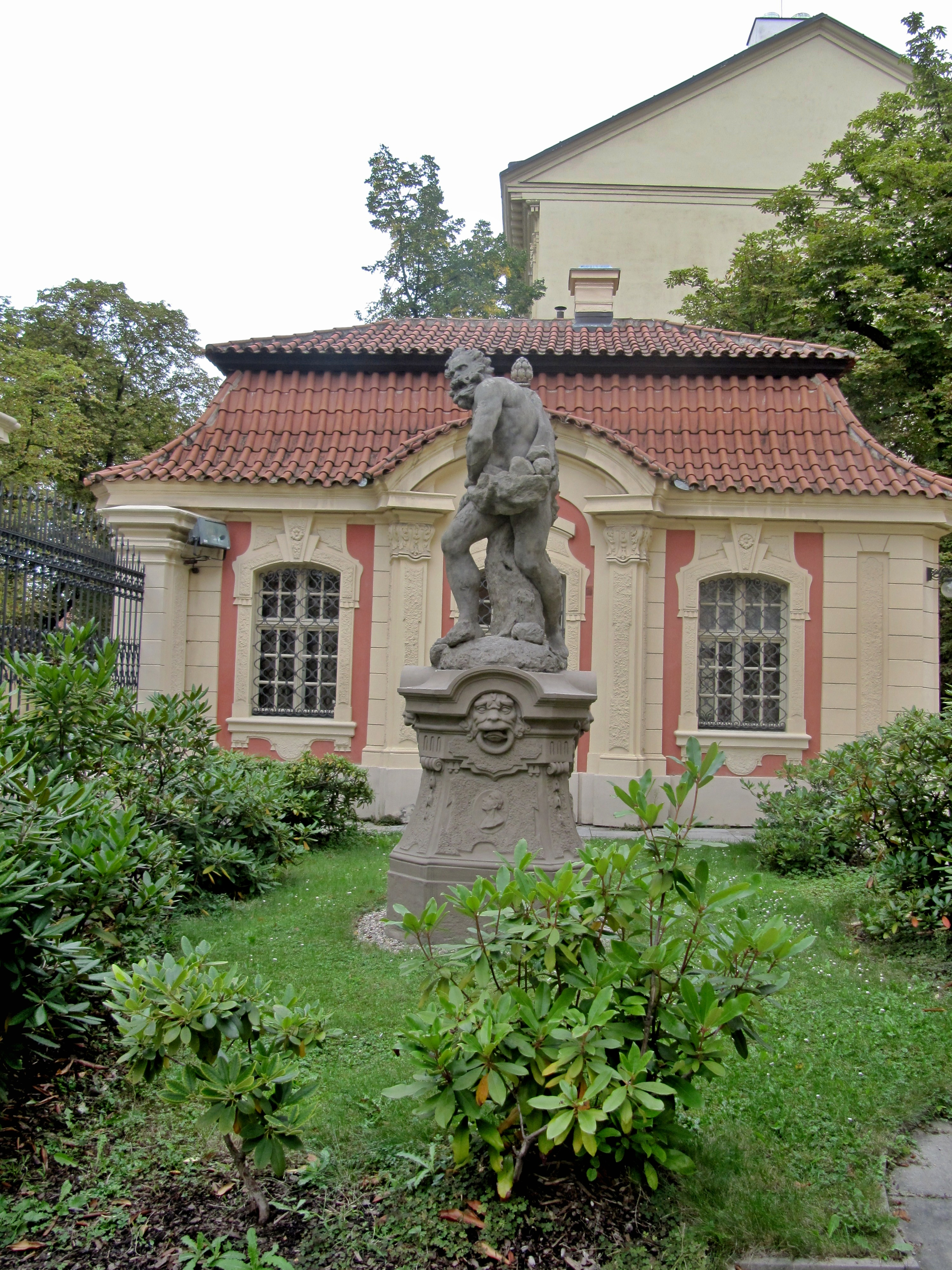
Seitliche Ansicht

Das Sommerpalais Michna (tschechisch: Michnův letohrádek) ist ein barockes Palais in der Prager Neustadt. Seit 1932 beherbergt es das Antonín-Dvořák-Museum.

## Geschichte
Das Palais wurde 1712–1720 nach Entwurf von Kilian Ignaz Dientzenhofer nach seiner Rückkehr aus Wien als sein erster selbständiger Bau in Prag errichtet und ist in seinem Stil vom Wiener Architekten Johann Lucas von Hildebrandt beeinflusst. Auftraggeber war der 1711 zum Grafen erhobene Johann Wenzel (Jan Václav) Michna von Vacínov (* um 1665, † 1721), Sohn des Freiherrn Wilhelm Wenzel Franz Michna von Weitzenau (1637–1684) und dessen Ehefrau Elisabeth Polyxena, geborene Mac Enis von Atter und Iveagh, Tochter eines Rittmeisters aus irischem Adel.
Das Palais wurde 1729 von Johanns Witwe Marie Charlotte, einer geborenen Freiin von Wopping zu Karpfheim, nach dem frühen Tod ihres Sohnes Ferdinand Karl in Russland an Karl Josef Desfours verkauft.  1843 ging es in den Besitz der Stadt Prag über, die es für verschiedene Bildungsprogramme nutzte und für Veranstaltungen vermietete.
Der Barockgarten wurde 1793 zu einem Englischen Park umgestaltet. Die Plastiken stammen von Matthias Bernhard Braun.
Hier wurden die ersten Mensuren auf Prager Boden ausgetragen, hier war für lange Zeit der offizielle Fechtboden der Prager Couleurs. Bis 1880 war sie das Heim des Corps Albia Prag.
Das Gebäude ist auch als Villa Amerika bekannt, nach einem Restaurant, das zeitweise darin untergebracht war. Heute befindet sich das 1932 eingerichtete Antonín-Dvořák-Museum dort.